# Altaneira
Altaneira este un oraș în statul Ceará (CE) din Brazilia.